# Casteide-Doat
Casteide-Doat település Franciaországban, Pyrénées-Atlantiques megyében. Lakosainak száma 159 fő (2022. január 1.). Casteide-Doat Saint-Lézer, Sanous, Vic-en-Bigorre, Lamayou, Montaner és Pontiacq-Viellepinte községekkel határos.

## Népesség
A település népességének változása:
| Lakosok száma | 145  | 145  | 154  | 159  | 163  | 162  | 161  | 163  | 159  |
|               | 2013 | 2015 | 2016 | 2017 | 2018 | 2019 | 2020 | 2021 | 2022 |